# Gare de Laneuveville-devant-Nancy
La gare de Laneuveville-devant-Nancy est une gare ferroviaire française de la ligne de Noisy-le-Sec à Strasbourg-Ville (également appelée ligne de Paris-Est à Strasbourg-Ville), située sur le territoire de la commune de Laneuveville-devant-Nancy, banlieue sud-est de Nancy, dans le département de Meurthe-et-Moselle, en région Grand Est.
C'est une halte ferroviaire de la Société nationale des chemins de fer français (SNCF) desservie par des trains TER Grand Est.

## Situation ferroviaire
Établie à 211 m d'altitude, la gare de Laneuveville-devant-Nancy est située au point kilométrique (PK) 357,951 de la ligne de Paris-Est à Strasbourg-Ville, entre les gares de Jarville-la-Malgrange et de Varangéville - Saint-Nicolas.

## Histoire
Le bâtiment voyageurs a été démoli en 2014. Il s'agissait d'un bâtiment « Est » de type A, construit par les Chemins de fer de l'Est[Quand ?] ; il comportait deux parties :
- une première aile d'une seule travée et de deux étages, qui servait de logement pour le chef de gare ;
- une seconde aile d'une seule travée et d'un seul étage, plus étroite, où se trouvait le guichet, la salle d'attente et l'espace de traitement des colis.

En raison de la construction des voies sur un talus, la halte possédait, côté cour, un étage supplémentaire servant de soubassement.

## Fréquentation
De 2015 à 2024, selon les estimations de la SNCF, la fréquentation annuelle de la gare s'élève aux nombres indiqués dans le tableau ci-dessous.
| Année     | 2015  | 2016  | 2017  | 2018  | 2019   | 2020  | 2021  | 2022  | 2023  | 2024   |
| --------- | ----- | ----- | ----- | ----- | ------ | ----- | ----- | ----- | ----- | ------ |
| Voyageurs | 9 548 | 8 719 | 8 653 | 9 556 | 10 282 | 6 555 | 7 710 | 8 149 | 9 257 | 12 618 |

## Service des voyageurs

### Accueil
Halte SNCF c'est un point d'arrêt non géré (PANG) à entrée libre.
Une passerelle permet la traversée des voies et le passage d'un quai à l'autre.

### Desserte
Laneuveville-devant-Nancy est desservie par des trains TER Grand Est qui effectuent des missions entre les gares de Nancy-Ville et de Lunéville.
Une des principales lignes de transport en commun de la Métropole du Grand Nancy (ligne T2) est accessible à pied à une centaine de mètres. Elle relie le centre-ville de Nancy en 30 minutes.

### Intermodalité
Des deux côtés des voies, le stationnement des véhicules est possible.
La gare est en correspondance avec les lignes T2 et 30 du réseau Stan et 23 et 24 du réseau Sub.